# Designazione
In semiotica e filosofia del linguaggio, è detta "designazione" la relazione tra un segno e la realtà extralinguistica (o "referente") che esso designa. In questo senso, il termine è sinonimo di "riferimento", ma ha un uso meno tecnico, in quanto rinvia alla relazione senza vincolarsi a una specifica teoria del riferimento.
Il termine ha rilievo tecnico nella nozione di "designazione rigida", introdotta nel 1972 dal logico statunitense Saul Kripke, in relazione alle proprietà di riferimento dei nomi propri. Un designatore rigido è un'espressione che rinvia allo stesso designato in tutti i mondi possibili. Se si considera una "descrizione definita" come presidente degli Stati Uniti nell'agosto del 1992, è ammissibile, al di fuori di un rigido determinismo storico, che tale descrizione non corrisponda esclusivamente a George Herbert Walker Bush, ma anche a diversi soggetti in diversi mondi possibili (ad esempio, Michael Dukakis, Lloyd Bentsen o Ron Paul). 
Le descrizioni definite non sono insomma designatori rigidi, in quanto non denotano per forza lo stesso individuo in tutti i mondi possibili. Sono invece designatori rigidi i nomi propri: possiamo pensare che Platone avrebbe potuto non scrivere La Repubblica o che avrebbe potuto chiamarsi in un altro modo; lo stesso soggetto avrebbe potuto avere proprietà diverse da quelle di fatto possedute. Ma non avrebbe potuto non essere Platone.
In questo senso, Kripke si oppone alla teoria descrittivista fatta propria da Bertrand Russell e in genere attribuita a Gottlob Frege, arguendo che ai nomi propri non debbano corrispondere necessariamente determinate descrizioni definite e che essi detengano proprietà semantiche particolari, analoghe a quelle delle specie naturali (come nel caso del nome Panthera tigris).